# Dúnedain
Dans le légendaire de l'écrivain britannique J. R. R. Tolkien, les Dúnedain (en sindarin, « Hommes de l'Ouest », au singulier Dúnadan), sont des Hommes. Ils sont les descendants des Númenóréens, qui en fuyant la submersion de leur île sont partis s'installer en Eriador en Terre du Milieu.

## Histoire
Lorsque la Guerre de la Grande Colère prit fin, les trois Maisons des Hommes restées fidèles aux Valar reçurent de ces derniers l'île de Númenor, située dans la Grande Mer entre la Terre du Milieu à l'est et le Valinor à l'ouest. Ses habitants sont nommés les Númenóréens ou les Dúnedain (pour ceux de la Terre du Milieu, ils venaient de l'Ouest).
Comme il est conté dans l'Akallabêth, Sauron attisa chez les Númenóréens la soif d'immortalité, ce qui conduisit à la perte de l'île, qui fut engloutie dans les mers. Certains « Fidèles », ceux de l'île qui étaient restés fidèles à Eru Ilúvatar et n'avaient pas prié Melkor, purent s'échapper et faire voile vers la Terre du Milieu, où Elendil et ses deux fils fondèrent les « royaumes númenóréens en exil », l'Arnor, au Nord, fut fondé par Elendil  et le Gondor, au sud, fut fondé par ses deux fils, Isildur et Anárion. Les quelques Númenóréens ayant chu avec le roi de Númenor mais qui survécurent quand même au cataclysme ne sont pas appelés Dúnedain mais Númenóréens Noirs : c'est le cas de la Bouche de Sauron, du Roi-Sorcier d'Angmar, de deux autres Nazgûl (Contes et légendes inachevés) et du Capitaine d'Umbar tué par Aragorn lorsqu'il servait le Gondor sous Ecthelion II.
Alors qu'en Gondor la lignée des Númenóréens descendants d'Anárion survécut à travers les rois puis leurs Intendants, l'Arnor fut vite divisé à la suite de la mort d'Elendil. Au moment de la fin du Troisième Âge, contée dans Le Seigneur des anneaux, les Dúnedain du Nord n'étaient plus très nombreux ; ils protègèrent les populations locales des dangers sans qu'elles le sachent : aux yeux des autochtones, les Dúnedain sont des « Rôdeurs » peu fréquentables, tel Aragorn, surnommé Grand-Pas (dans la traduction originale et dans les films) ou l’Arpenteur (traduction Lauzon) par les hommes de Bree. Mais sous cette apparence trompeuse (« tout ce qui est or ne brille pas, tous ceux qui errent ne sont pas perdus » rappelle le poème sur Aragorn récité par Bilbon Sacquet à  Frodon mais composé par les Elfes), Aragorn est un Dúnedain, descendant de la lignée d'Elendil, un héritier des Rois des Hommes qui restaura, au Quatrième Âge, l'Arnor et le Gondor.

## Étymologie
Dúnedain, au singulier Dúnadan, signifie « Hommes de l'ouest » en sindarin, de dûn « ouest » et adan, edain « homme(s) ». L'équivalent en quenya est Núnatan (sg.), Núnatani (pl.). En westron, le terme est Adûn.